# Булевард (Каліфорнія)
Булевард (англ. Boulevard) — переписна місцевість (CDP) в США, в окрузі Сан-Дієго штату Каліфорнія. Населення — 359 осіб (2020).

## Географія
Булевард розташований за координатами 32°39′50″ пн. ш. 116°17′23″ зх. д. / 32.66389° пн. ш. 116.28972° зх. д. (32.664017, -116.289607).  За даними Бюро перепису населення США в 2010 році переписна місцевість мала площу 10,11 км², уся площа — суходіл.

## Демографія
Згідно з переписом 2010 року, у переписній місцевості мешкало 315 осіб у 135 домогосподарствах у складі 83 родин. Густота населення становила 31 особа/км².  Було 218 помешкань (22/км²).
Расовий склад населення:
| - 86,3 % — білих - 2,2 % — корінних американців - 1,0 % — азіатів - 0,6 % — чорних або афроамериканців - 4,4 % — осіб інших рас |

До двох чи більше рас належало 5,4 %. Частка іспаномовних становила 14,0 % від усіх жителів.
За віковим діапазоном населення розподілялося таким чином: 22,5 % — особи молодші 18 років, 60,7 % — особи у віці 18—64 років, 16,8 % — особи у віці 65 років та старші. Медіана віку мешканця становила 49,2 року. На 100 осіб жіночої статі у переписній місцевості припадало 114,3 чоловіків;  на 100 жінок у віці від 18 років та старших — 108,5 чоловіків також старших 18 років.
За межею бідності перебувало 17,1 % осіб, у тому числі 18,8 % дітей у віці до 18 років та 20,5 % осіб у віці 65 років та старших.
Цивільне працевлаштоване населення становило 138 осіб. Основні галузі зайнятості: мистецтво, розваги та відпочинок — 81,9 %, публічна адміністрація — 9,4 %, будівництво — 8,7 %.